# 瓦爾斯萊茵河
46°42′11″N 9°10′51″E / 46.70305°N 9.18076°E

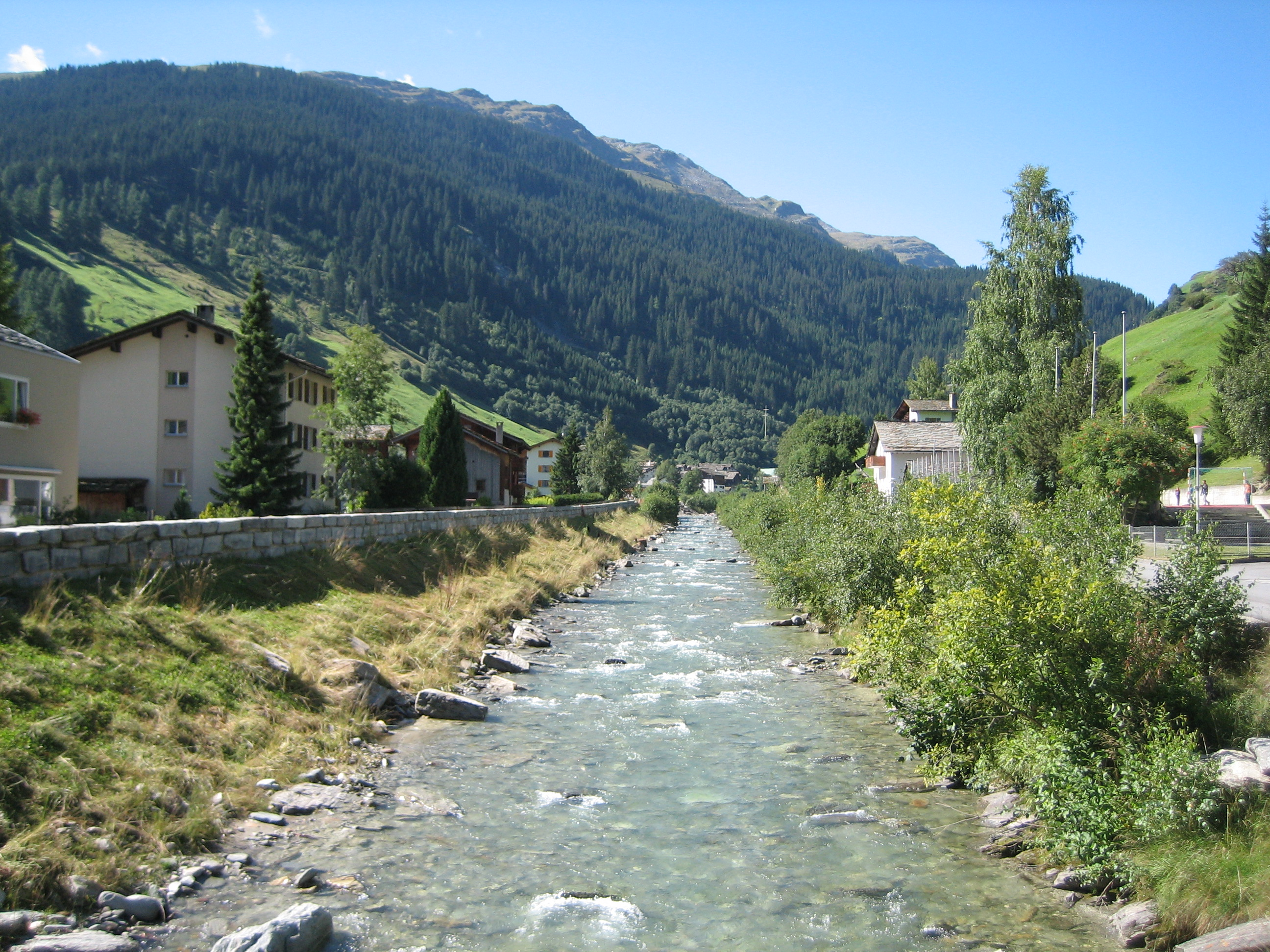

瓦爾斯萊茵河是瑞士的河流，位於該國東南部，流經格勞賓登州，屬於格倫納河的右支流，河道全長29.5公里，流域面積185.8平方公里，發源自萊茵瓦爾德峰。